# Demografia do Paquistão

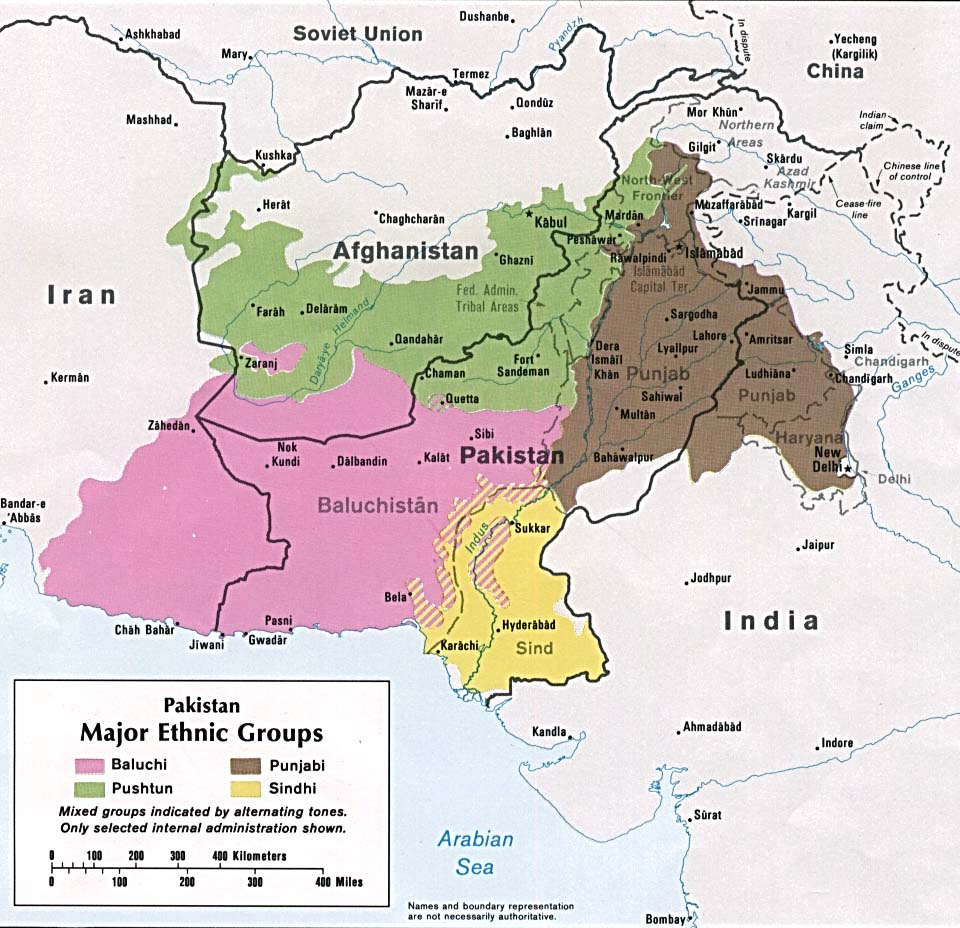
Principais grupos étnicos no Paquistão, 1980.

O Paquistão conta com 165 803 560 habitantes (dados de 2006), o que o faz o sexto maior país do mundo em população, atrás do Brasil, que, estima-se, ultrapassará em 2020. As projeções populacionais são complicadas no país, devido a discrepâncias entre os censos e entre pesquisas. A taxa de crescimento populacional foi estimada em 2,4% em 2005, com uma taxa de mortalidade infantil da ordem de 85 por mil nascimentos, considerada alta.
A língua nacional do país é o urdu, embora o inglês seja o idioma oficial empregado na constituição e amplamente falado nos círculos de negócios e na maioria das universidades. O punjabi é falado por mais de 60 milhões de pessoas, mas não goza de reconhecimento oficial. A grande maioria dos paquistaneses pertence ao grupo étnico indo-ariano, embora haja também um número considerável de povos irânicos e uma quantidade menor de dravídicos. Tais grupos étnicos principais subdividem-se em contingentes menores: punjabis (44,68% da população), pachtuns (15,42%), sindis (14,1%), seraikis (10,53%), muhajires (7,57%), balúchis (3,57%) e outros (4,66%).
Os dados do censo indicam que 96% da população são muçulmanos, dos quais 80% sunitas e 19% xiitas. O Paquistão apresenta a segunda maior população xiita do mundo, após o Irã. O restante inclui cristãos, hindus, judeus, siques, animistas e outros.
A demografia do Paquistão foi significativamente influenciada em 1947 pela imigração de muçulmanos e pela emigração de hindus e siques para a Índia. Em 2005, mais de três milhões de refugiados (dos quais 81,5%, aproximadamente, são pachtuns étnicos) permanecem no Paquistão, devido às guerras no Afeganistão, segundo o Alto Comissariado para Refugiados das Nações Unidas.
Este artigo é sobre os recursos demográficos da população do Paquistão, incluindo densidade populacional, etnias, nível de educação, saúde da população, situação econômica, confissões religiosas e outros aspectos da população.
A população no Paquistão é estimada em 2010 de mais de 170 milhões tornando-o o sexto país mais populoso do mundo, atrás do Brasil e à frente da Rússia. Durante 1950-2008, a população urbana do Paquistão expandiu mais de sete vezes, enquanto a população total aumentou mais de quatro vezes. No passado, a população do país tinha uma taxa de crescimento relativamente elevada, que no entanto, foi moderada por diminuição da fertilidade e as taxas de natalidade. A taxa de crescimento da população está agora em 1,6%.
As dramáticas alterações sociais têm conduzido à rápida urbanização e o surgimento de megacidades. Durante 1990-2003, o Paquistão manteve uma liderança histórica como a segunda nação mais urbanizados Sul da Ásia com os habitantes das cidades que compõem 36% da sua população. Além disso, 50% dos paquistaneses que passaram a residir em cidades de 5.000 pessoas ou mais.
O Paquistão tem uma sociedade multicultural e multiétnica e abriga uma das maiores populações de refugiados no mundo, bem como uma população jovem.

## Dados de população

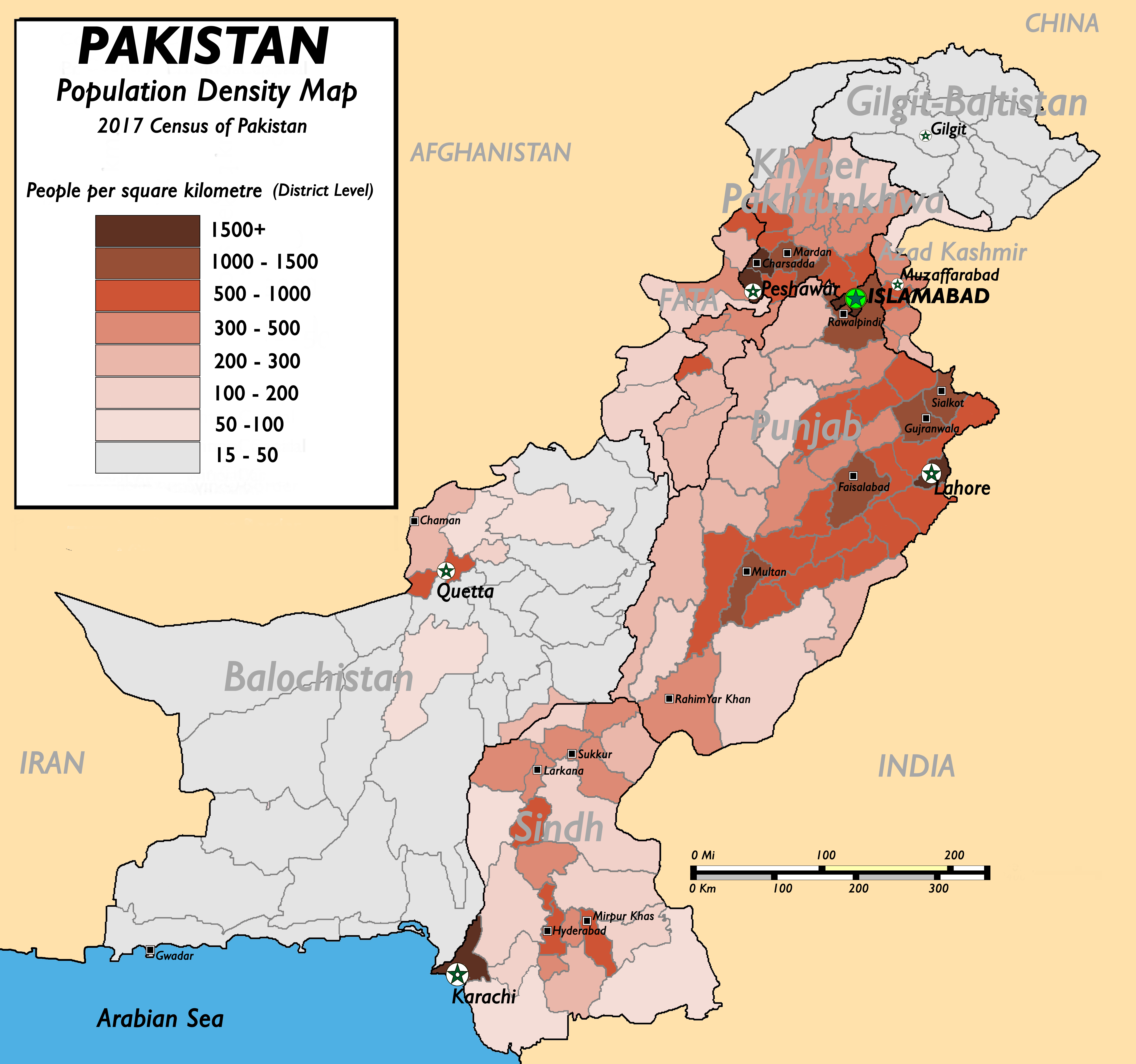
Densidade populacional no Paquistão.

### Distribuição geográfica
A maioria da população do sul do Paquistão vive ao longo do rio Indus. Karachi é a cidade mais populosa do Paquistão. Na metade norte, a maioria da população vive em um arco formado pelas cidades de Faisalabad, Lahore, Rawalpindi, Islamabad, Gujranwala, Sialkot, Nowshera, Swabi, Mardan e Peshawar.

### População e crescimento
- População: 172,800,000 (Julho 2008 melhor estimativa)
- Taxa de crescimento: 2.2% (2008 estimativa)
- Taxa de natalidade: 31 nascimentos/1,000 população (2008 est.)
- Taxa de mortalidade: 8 mortes/1,000 população (2008 est.)
- Taxa de migração: -1.0 migrante(s)/1,000 população (2008 est.)

### Estrutura

#### Estrutura etária
- 0–14 anos: 42% (homens 33,293,428; mulheres 31,434,314)
- 15–64 anos: 54.9% (homens 48,214,298; mulheres 46,062,933)
- 65 anos e mais: 4.1% (homens 3,256,065; mulheres 3,542,522) (2006 est.)

- 0–14 anos: 36.7% (homens 33,037,943/mulheres 31,092,572)
- 15–64 anos: 59.1% (homens 53,658,173/mulheres 49,500,786)
- 65 anos e mais: 4.2% (homens 3,495,350/mulheres 3,793,734) (2009 est.)

#### Proporções de gênero
- proporção sexual no nascimento: 1,00 homens(s)/mulheres
- menores de 15 anos: 1.06 homens(s)/mulheres
- 15–64 anos: 1.05 homens(s)/mulheres
- 65 anos e mais: 0.82 homens(s)/mulheres
- população total: 0.98 homens(s)/mulheres (2006 est.)

### Desenvolvimento humano

#### Índice de Desenvolvimento humano
De acordo com o Relatório de Desenvolvimento Humano 2009 do Programa de Desenvolvimento das Nações Unidas (UNDP), 60,3% dos paquistaneses vivem com menos de 2 dólares por dia.
| Arábia Saudita         | 1,500,000            |
| Reino Unido            | 1,400,000            |
| Emirados Árabes Unidos | 700,000 – 1,000,000  |
| Estados Unidos         | 600,410– 1,000,000   |
| Canadá                 | 350,000              |
| Kuwait                 | 100,000              |
| Omã                    | 85,000               |
| Alemanha               | 52,668               |
| Qatar                  | 52,500               |
| França                 | 50,000               |
| Noruega                | 35,000               |
| Irlanda                | 9500 Incluindo Bilal |

| Província                    | Índice de Desenvolvimento Humano | Países comparáveis           |                              |
| Médio desenvolvimento humano | Médio desenvolvimento humano     | Médio desenvolvimento humano | Médio desenvolvimento humano |
| ---------------------------- | -------------------------------- | ---------------------------- | ---------------------------- |
| Punjab                       | 0.670                            | Tadjiquistão                 |                              |
| Sindh                        | 0.628                            | Índia                        |                              |
| Khyber Pakhtunkhwa           | 0.607                            | Ilhas Salomão                |                              |
| Balochistan                  | 0.556                            | Gana                         |                              |

Fontes: Informações sobre as regiões do Paquistão: Informações sobre outros países: Todos estimados em 3 pontos percentuais.
| Região                       | Índice de Desenvolvimento Humano | Países comparáveis              |                              |
| Médio desenvolvimento humano | Médio desenvolvimento humano     | Médio desenvolvimento humano    | Médio desenvolvimento humano |
| ---------------------------- | -------------------------------- | ------------------------------- | ---------------------------- |
| Urban Sindh                  | 0.659                            | Guiné Equatorial/ África do Sul |                              |
| Urban Punjab                 | 0.657                            | Guiné Equatorial/ África do Sul |                              |
| Urban Khyber Pakhtunkhwa     | 0.627                            | Índia                           |                              |
| Urban Balochistan            | 0.591                            | Ilhas Salomão                   |                              |
| Rural Punjab                 | 0.517                            | Sudão                           |                              |
| Baixo desenvolvimento humano |                                  |                                 |                              |
| Rural Khyber Pakhtunkhwa     | 0.489                            | Zimbabwe/ Quénia                |                              |
| Rural Balochistan            | 0.486                            | Mauritânia                      |                              |
| Rural Sindh                  | 0.456                            | Eritreia                        |                              |

| Região                       | Índice de Desenvolvimento Humano | Países comparáveis              |                              |
| Médio desenvolvimento humano | Médio desenvolvimento humano     | Médio desenvolvimento humano    | Médio desenvolvimento humano |
| ---------------------------- | -------------------------------- | ------------------------------- | ---------------------------- |
| Paquistão Urbano             | 0.656                            | Guiné Equatorial/ África do Sul |                              |
| Baixo desenvolvimento humano |                                  |                                 |                              |
| Paquistão Rural              | 0.496                            | Togo                            |                              |

Notas: Destas duas tabelas acima, as informações sobre o Paquistão foram tomadas a partir da PAKISTAN NATIONAL HUMAN DEVELOPMENT REPORT 2003 e para os países do mundo, a informação foi tomada a partir do Relatório de Desenvolvimento Humano 2006 uma vez que reflete melhor o tempo quando os dados foram levados para o Paquistão. O Relatório Nacional do Desenvolvimento Humano no Paquistão deu um IDH do Paquistão de 0,541, onde como o Relatório de Desenvolvimento Humano de 2006 deu-lhe uma pontuação de 0,539. Então esta é a mais precisa comparação.
Fontes:

#### Mortalidade e expectativa de vida
- Taxa de mortalidade infantil: 62 mortes/1.000 nascidos vivos (2009 est.)[16]
- Taxa de mortalidade materna: 320 mortes/1.000 nascidos vivos (2009 est.)[16]
- Expectativa de vida ao nascer:
  - população total: 65.5 anos (2007 est.)[17]
  - homens: 66.5 anos (2009 est.)[16]
  - mulheres: 67.2 anos (2009 est.)[16]

### Fertilidade
- Taxa de fertilidade: 4.00 filhos por mulher (2006 est.)
- Taxa de fertilidade: 3.77 filhos por mulher (2007 est.)
- Taxa de fertilidade: 3.58 filhos por mulher (2008 est.)
- Taxa de fertilidade: 3.43 filhos por mulher (2009 est.)
- Taxa de fertilidade: 3.28 filhos por mulher (2010 est.)
- Taxa de fertilidade declínio: 1.8 filhos por mulher por década (Segundo mais rápido no mundo)[18]

#### Fertilidade por região (2007)
| Região      | Taxa de fertilidade |
| ----------- | ------------------- |
| Urbana      | 3.3                 |
| Rural       | 4.5                 |
| Punjab      | 3.9                 |
| Sindh       | 4.3                 |
| KP          | 4.3                 |
| Balochistan | 4.1                 |

Fonte:

#### Fertilidade por nível de Educação (2007)
| Nível de Eucação | Taxa de fertilidade |
| ---------------- | ------------------- |
| Nenhum           | 4.8                 |
| Primário         | 4.0                 |
| Médio            | 3.2                 |
| Secundário       | 3.1                 |
| Superior         | 2.3                 |

Fonte:
- Prevalência contraceptiva (%) (2009 est.)[16]
  - Qualquer método: 30%
  - Métodos modernos: 22%

#### Alfabetização
Definição: Alfabetizados acima dos 10 anos.
- População total: 57%
- Homens: 69%
- Mulheres: 45% (2009 est.)

Fonte:

#### Estabelecimentos de ensino por tipo
- Escolas primárias: 156,592
- Escolas de ensino médio: 320,611
- Escolas secundárias: 23,964
- Faculdades de artes e ciência: 3,213
- Degree colleges: 1,202
- Instituições de Formação Técnica e Profissional: 3,125
- Universidades: 132

Fonte: 

#### Emprego na indústria
Percentagem de emprego total:
- Indústria: 13,84%
- Construção: 6,13%
- Electricidade, serviços de gás, água e saneamento: 0.66%
- Comércio: 14,67%
- Transportes, armazenagem e comunicações: 5.74%
- Financiamento, seguros, imobiliárias e serviços prestados às empresas: 1.10%
- Serviços: 14.35%
- Atividades que não estão adequadamente descritas: 0.04%

Fonte: 

### Saúde
A despesa pública era de 0,4% do PIB em 2004, enquanto que as despesas privadas era de 1,8%. Despesas com a saúde per capita era de US$ 48 (PPC) em 2004. Havia 74 médicos por 100.000 pessoas no início de 2000.
Taxa de fecundidade era de 4 filhos por mulher no início de 2000.
O Paquistão tem uma alta taxa de mortalidade infantil de 70 por mil nascimentos.

## População anual do Paquistão
População anual do Paquistão de 1950-2008.
| Ano  | População   | Aumento absoluto | Percentual de aumento |
| ---- | ----------- | ---------------- | --------------------- |
| 1950 | 39,448,232  |                  |                       |
| 1951 | 40,382,206  | 933,974          | 2.37                  |
| 1952 | 41,346,560  | 964,354          | 2.39                  |
| 1953 | 42,342,412  | 995,852          | 2.41                  |
| 1954 | 43,372,063  | 1,029,651        | 2.43                  |
| 1955 | 44,434,445  | 1,062,382        | 2.45                  |
| 1956 | 45,535,711  | 1,101,266        | 2.48                  |
| 1957 | 46,679,944  | 1,144,233        | 2.51                  |
| 1958 | 47,868,932  | 1,188,988        | 2.55                  |
| 1959 | 49,104,112  | 1,235,180        | 2.58                  |
| 1960 | 50,386,898  | 1,282,786        | 2.61                  |
| 1961 | 51,718,581  | 1,331,683        | 2.64                  |
| 1962 | 53,100,671  | 1,382,090        | 2.67                  |
| 1963 | 54,524,471  | 1,423,800        | 2.68                  |
| 1964 | 55,988,385  | 1,463,914        | 2.68                  |
| 1965 | 57,494,940  | 1,506,555        | 2.69                  |
| 1966 | 59,046,203  | 1,551,263        | 2.70                  |
| 1967 | 60,641,899  | 1,595,696        | 2.70                  |
| 1968 | 62,282,496  | 1,640,597        | 2.71                  |
| 1969 | 63,969,987  | 1,687,491        | 2.71                  |
| 1970 | 65,705,964  | 1,735,977        | 2.71                  |
| 1971 | 67,491,369  | 1,785,405        | 2.72                  |
| 1972 | 69,325,921  | 1,834,552        | 2.72                  |
| 1973 | 71,121,085  | 1,795,164        | 2.59                  |
| 1974 | 72,911,780  | 1,790,695        | 2.52                  |
| 1975 | 74,711,541  | 1,799,761        | 2.47                  |
| 1976 | 76,456,121  | 1,744,580        | 2.34                  |
| 1977 | 78,152,686  | 1,696,565        | 2.22                  |
| 1978 | 80,051,300  | 1,898,614        | 2.43                  |
| 1979 | 82,374,302  | 2,323,002        | 2.90                  |
| 1980 | 85,219,117  | 2,844,815        | 3.45                  |
| 1981 | 88,417,079  | 3,197,962        | 3.75                  |
| 1982 | 91,465,209  | 3,048,130        | 3.45                  |
| 1983 | 94,154,723  | 2,689,514        | 2.94                  |
| 1984 | 96,501,806  | 2,347,083        | 2.49                  |
| 1985 | 99,076,266  | 2,574,460        | 2.67                  |
| 1986 | 102,065,710 | 2,989,444        | 3.02                  |
| 1987 | 105,208,431 | 3,142,721        | 3.08                  |
| 1988 | 108,407,786 | 3,199,355        | 3.04                  |
| 1989 | 111,528,381 | 3,120,595        | 2.88                  |
| 1990 | 114,606,690 | 3,078,309        | 2.76                  |
| 1991 | 117,684,292 | 3,077,602        | 2.69                  |
| 1992 | 120,098,197 | 2,413,905        | 2.05                  |
| 1993 | 122,523,650 | 2,425,453        | 2.02                  |
| 1994 | 125,531,448 | 3,007,798        | 2.45                  |
| 1995 | 128,733,657 | 3,202,209        | 2.55                  |
| 1996 | 132,194,115 | 3,460,458        | 2.69                  |
| 1997 | 135,616,310 | 3,422,195        | 2.59                  |
| 1998 | 139,062,987 | 3,446,677        | 2.54                  |
| 1999 | 142,520,124 | 3,457,137        | 2.49                  |
| 2000 | 146,404,914 | 3,884,790        | 2.73                  |
| 2001 | 150,399,566 | 3,994,652        | 2.73                  |
| 2002 | 153,470,779 | 3,071,213        | 2.04                  |
| 2003 | 156,196,488 | 2,725,709        | 1.78                  |
| 2004 | 159,266,367 | 3,069,879        | 1.97                  |
| 2005 | 162,490,385 | 3,224,018        | 2.02                  |
| 2006 | 165,873,928 | 3,383,543        | 2.08                  |
| 2007 | 169,340,538 | 3,466,610        | 2.09                  |
| 2008 | 172,800,051 | 3,459,513        | 2.04                  |
| 2009 | 174,579,000 | 1,778,949        | 1.60                  |

## População nascida no estrangeiro no Paquistão
| Ano  | População   | Nascidos no estrangeiro | Percentual de origem estrangeira |
| ---- | ----------- | ----------------------- | -------------------------------- |
| 1960 | 46,259,000  | 6,350,296               | 13.73%                           |
| 1970 | 59,565,000  | 5,105,556               | 8.57%                            |
| 1980 | 79,297,000  | 5,012,524               | 6.32%                            |
| 1990 | 111,698,000 | 6,555,782               | 5.87%                            |
| 2000 | 142,648,000 | 4,242,689               | 2.97%                            |
| 2005 | 157,935,000 | 3,254,112               | 2.06%                            |

Fonte: 

## Nacionalidade, etnias e idioma

### Grupos étnicos
Diversidade do Paquistão é mais visível junto de diferenças culturais e menos junto de linguística, religiosa ou linhas genéticas. Quase todos os paquistaneses pertence ao grupo ancestral Indo-iranianos. Estimativas do Paquistão variam mas o consenso é que os Punjabis são o maior grupo étnico. Pashtuns compõem o segundo maior e Sindhi são o terceiro maior grupo étnico.